# Victor Civita

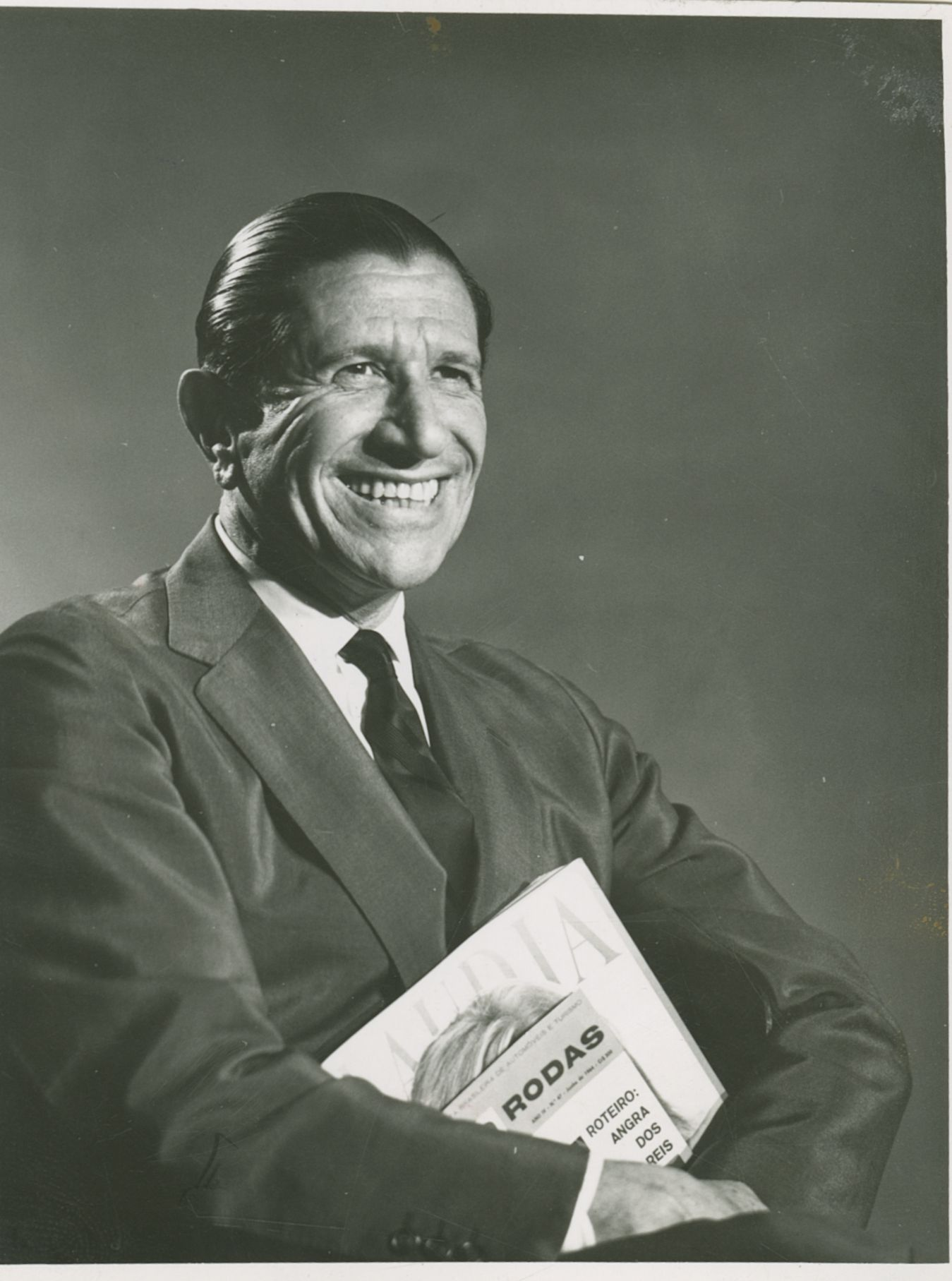
Victor Civita

Victor Civita (* 9. Februar 1907 in New York; † 24. August 1990 in São Paulo) war ein US-amerikanischer Geschäftsmann, Journalist und naturalisierter Brasilianer. Er war 1950 der Gründer der Editora Abril, des größten Druck- und Verlagshaus in Lateinamerika.
Sein Sohn Roberto Civita (1936–2013) war bis zu seinem Tod Vorstandsvorsitzender und redaktioneller Leiter der Grupo Abril.
Civita unterschied sich damals von anderen Unternehmern, indem er bei der täglichen Arbeit bei seinen Mitarbeitern präsent war. Es wird erzählt, dass er persönlich beim Start seiner ersten Zeitschrift Pato Donald (Donald Duck) Plakate der Straßenbahnen von São Paulo mit der Aufschrift „Donald Duck ist da“ anbrachte.